# Paul Champetier
Pour les articles homonymes, voir Champetier.
Paul Champetier, né le 12 novembre 1871 à Vals-les-Bains (Ardèche) et mort le 3 janvier 1927 à Vals-les-Bains, est un homme politique français. Il occupe les fonctions de maire de Vals-les-Bains de 1912 à 1919 et député radical socialiste de la 2e circonscription de Privas de 1914 à 1919.

## Biographie
Propriétaire exploitant d'une source d'eau minérale, Paul Champetier se lance dans la politique en 1904 quand il se présente sur la liste du maire sortant de Vals-les-Bains, Abel Lagarde où il est élu conseiller municipal. Mais l'année suivante à la suite de l'annulation des élections, la liste du Dr Lagarde est battue face à celle de droite menée par Frédéric Combier. Champetier est élu maire de sa ville natale le 19 mai 1912 où sa liste obtient 51,63 % des voix contre la liste libérale qui en obtient 48,37 % et il garde cette fonction jusqu'en décembre 1919 quand Paul Giraud lui succède. Candidat du parti radical-socialiste lors des législatives de 1914, il doit faire face au député-maire de Bourg-Saint-Andéol Félix Chalamel et à quatre autres concurrents. Chalamel arrive en tête avec 42,30 % des suffrages suivi du maire de Vals avec 16,73 %, mais au second tour Champetier obtient le soutien de Charles Robert (maire d'Aubenas) et du conseiller général Edmond Largier et le 10 mai suivant, Paul Champetier est élu député de la 2e circonscription de Privas avec 53,03 % contre 45,74 % pour le maire Bourg-Saint-Andéol et 211 bulletins nuls ou perdus. Durant cette législature marquée par la guerre 14-18, son rôle est effacé, il émet un avis sur une proposition de loi ayant pour objet d'instituer au profit des officiers de complément, la retraite sans solde et l'honorariat du grade 1916 et il n'est pas candidat à sa réélection en 1919. Ayant repris ses affaires à Vals, Paul Champetier décède brutalement le 3 janvier 1927 à l'âge de 55 ans.

## Détail des fonctions et des mandats
- 19 mai 1912 - 7 décembre 1919 : Maire de Vals-les-Bains
- 10 mai 1914 - 8 décembre 1919 : Député de l'Ardèche

## Sources
- « Paul Champetier », dans le Dictionnaire des parlementaires français (1889-1940), sous la direction de Jean Jolly, PUF, 1960 [détail de l’édition]